# Lorenzo II de' Medici
Lorenzo II de' Medici (Florence, 12 september 1492 - aldaar, 4 mei 1519) was de zoon van Piero II de' Medici en opvolger van diens broer Giuliano de' Medici als heerser over Florence. Ook verkreeg hij de titel hertog van Urbino.
Hij nam in 1510 als hoofd van het pauselijke leger het Hertogdom Modena en Reggio in. Niccolò Machiavelli droeg zijn boek De vorst aan hem op. 
Op 13 juni 1518 trouwde Lorenzo met Madeleine de la Tour, dochter van de graaf van Auvergne. Het huwelijk bracht een dochter voort, Catherine, die werd geboren in 1519. Catharina de' Medici werd koningin van Frankrijk, via een huwelijk met de toekomstige koning Hendrik II van Frankrijk, gearrangeerd door de tweede Medici-paus, paus Clemens VII.
Slechts 21 dagen na de geboorte van Catherine de 'Medici stierf Lorenzo II, 'versleten door ziekte en overmaat'. Zo werd zijn dochter Catherine voornamelijk opgevoed door de Medici-pausen, Leo X en Clemens VII.
Lorenzo stierf in 1519 en werd begraven in de Medicikapel in de San Lorenzo-kerk die is gedecoreerd met de Schemering en de Dageraad van Michelangelo, alsmede een eveneens door Michelangelo gemaakt standbeeld van hem. Omdat hij dezelfde naam draagt als zijn grootvader Lorenzo I de' Medici wordt zijn graf dikwijls verwisseld met dat van zijn grootvader.

## Voorouders
| Voorouders van Lorenzo II de' Medici (1492-1519) | Voorouders van Lorenzo II de' Medici (1492-1519)                            | Voorouders van Lorenzo II de' Medici (1492-1519)                            | Voorouders van Lorenzo II de' Medici (1492-1519)                            | Voorouders van Lorenzo II de' Medici (1492-1519)                            | Voorouders van Lorenzo II de' Medici (1492-1519)                            | Voorouders van Lorenzo II de' Medici (1492-1519)                            | Voorouders van Lorenzo II de' Medici (1492-1519)                            | Voorouders van Lorenzo II de' Medici (1492-1519)                            |
| ------------------------------------------------ | --------------------------------------------------------------------------- | --------------------------------------------------------------------------- | --------------------------------------------------------------------------- | --------------------------------------------------------------------------- | --------------------------------------------------------------------------- | --------------------------------------------------------------------------- | --------------------------------------------------------------------------- | --------------------------------------------------------------------------- |
| Overgrootouders                                  | Piero di Cosimo de' Medici (1416-1469) ∞ Lucrezia Tornabuoni (1427-1482)    | Piero di Cosimo de' Medici (1416-1469) ∞ Lucrezia Tornabuoni (1427-1482)    | Giacomo Orsini (1424-1482) ∞ Maddalena Orsini (-)                           | Giacomo Orsini (1424-1482) ∞ Maddalena Orsini (-)                           | ? (-) ∞ ? (-)                                                               | ? (-) ∞ ? (-)                                                               | ? (-) ∞ ? (-)                                                               | ? (-) ∞ ? (-)                                                               |
| Grootouders                                      | Lorenzo I de' Medici (1449-1492) ∞ Clarice Orsini (1453-1488)               | Lorenzo I de' Medici (1449-1492) ∞ Clarice Orsini (1453-1488)               | Lorenzo I de' Medici (1449-1492) ∞ Clarice Orsini (1453-1488)               | Lorenzo I de' Medici (1449-1492) ∞ Clarice Orsini (1453-1488)               | Roberto Orsini (1445-1479) ∞ Catherine San Severino (-)                     | Roberto Orsini (1445-1479) ∞ Catherine San Severino (-)                     | Roberto Orsini (1445-1479) ∞ Catherine San Severino (-)                     | Roberto Orsini (1445-1479) ∞ Catherine San Severino (-)                     |
| Ouders                                           | Piero di Lorenzo de' Medici (1471-1503) ∞ 1488 Alfonsina Orsini (1472-1520) | Piero di Lorenzo de' Medici (1471-1503) ∞ 1488 Alfonsina Orsini (1472-1520) | Piero di Lorenzo de' Medici (1471-1503) ∞ 1488 Alfonsina Orsini (1472-1520) | Piero di Lorenzo de' Medici (1471-1503) ∞ 1488 Alfonsina Orsini (1472-1520) | Piero di Lorenzo de' Medici (1471-1503) ∞ 1488 Alfonsina Orsini (1472-1520) | Piero di Lorenzo de' Medici (1471-1503) ∞ 1488 Alfonsina Orsini (1472-1520) | Piero di Lorenzo de' Medici (1471-1503) ∞ 1488 Alfonsina Orsini (1472-1520) | Piero di Lorenzo de' Medici (1471-1503) ∞ 1488 Alfonsina Orsini (1472-1520) |